# Prinia modeste
Prinia subflava · Prinia commune
Espèce
Statut de conservation UICN

 LC  : Préoccupation mineure
La Prinia modeste (Prinia subflava) est une espèce de passereaux de la famille des Cisticolidae. Cet oiseau est également appelé Prinia commune.

## Répartition
Cet oiseau est répandu en Afrique subsaharienne (rare en Afrique australe et la corne de l'Afrique).

## Liste des sous-espèces
Selon la classification de référence du Congrès ornithologique international (14.2, 2024) :
- Prinia subflava subflava (Gmelin, 1789) — du sud de la Mauritanie au Sénégal au centre de l'Éthiopie et nord de l'Ouganda
- Prinia subflava pallescens Madarász (d), 1914 — du nord du Mali au nord-ouest de l'Érythrée et nord de l'Éthiopie
- Prinia subflava tenella (Cabanis, 1868) — sud de la Somalie, est du Kenya et de la Tanzanie
- Prinia subflava melanorhyncha (Jardine & Fraser, 1852) — du Sierra Leone au sud de l'Ouganda, centre du Kenya et nord-ouest de la Tanzanie
- Prinia subflava graueri Hartert, 1920 — centre de l'Angola, sud/est de la RDC et Rwanda
- Prinia subflava affinis (Smith, 1843) — du sud-est de la RDC au sud-ouest de la Tanzanie au nord-est de l'Afrique du Sud
- Prinia subflava kasokae (White, CMN, 1946) — est de l'Angola et ouest de la Zambie
- Prinia subflava mutatrix Meise, 1936 — du sud de la Tanzanie à l'est du Zimbabwe et centre du Mozambique
- Prinia subflava bechuanae Macdonald (d), 1941 — du sud-ouest de l'Angola et nord de la Namibie au nord-ouest du Zimbabwe
- Prinia subflava pondoensis Roberts, 1922 — sud du Mozambique et est de l'Afrique du Sud

## Systématique
Le nom valide complet (avec auteur) de ce taxon est Prinia subflava (Gmelin, 1789).
L'espèce a été initialement classée dans le genre Motacilla sous le protonyme Motacilla subflava Gmelin, 1789.
Ce taxon porte en français les noms vernaculaires ou normalisés suivants : Prinia modeste, Prinia commune,.